# Jean-Pierre Jarier
 (novembre 2021).
Si vous disposez d'ouvrages ou d'articles de référence ou si vous connaissez des sites web de qualité traitant du thème abordé ici, merci de compléter l'article en donnant les références utiles à sa vérifiabilité et en les liant à la section « Notes et références ».
Jean-Pierre Jarier surnommé « Godasse de plomb », ou « Godasso », est un ancien pilote automobile français, né le 10 juillet 1946 à Charenton-le-Pont (Seine). Il a notamment disputé 134 Grands Prix de Formule 1 entre 1971 et 1983, pendant lesquels il a inscrit un total de 31,5 points, obtenu trois podiums, trois pole positions et trois meilleurs tours en course.

## Biographie

### Les débuts en sports mécaniques
Jean-Pierre Jarier débute en sports mécaniques par la moto mais se tourne rapidement vers l'automobile lorsqu'il persuade sa mère d'acheter une Renault R8 Gordini. Il fait ses débuts en compétition en 1967 en disputant la Coupe Gordini et décroche quelques places d'honneur (sixième à Nogaro, septième à Albi). L'année suivante, il persiste en coupe Gordini et décroche ses trois premières victoires tout en faisant ses débuts en monoplace (Formule France) grâce à Jean-Pierre Beltoise. Si les résultats en monoplace sont moins probants qu'en R8, Beltoise lui décroche quand même un volant en Formule 3 pour 1969. C'est en 1970 que Jarier dévoile son talent en F3 en terminant troisième du championnat de France, ce qui lui permet de monter en Formule 2 en 1971 au sein de l'écurie March.

### La Formule 2 et une expérience en F1 sans lendemain
Cette première saison de F2 est de bon augure puisqu'il termine à deux reprises sur le podium (à Albi et Vallelunga). March, également présente en Formule 1, lui offre la possibilité de disputer son premier Grand Prix de Formule 1 lors de l'épreuve italienne au sein du Shell Arnold Team (Ronnie Peterson, lui aussi pilote March est quant à lui engagé régulièrement dans les deux championnats). Au volant de la March 701, Jarier se qualifie en 24e et dernière position et termine l'épreuve non classé, à 8 tours du vainqueur Peter Gethin, tandis que Peterson, sur la 711, se qualifie en sixième position et termine deuxième de la course. La comparaison ne joue pas en la faveur du Français contraint à « redoubler » en F2 pour la saison 1972 et remplacé par José Dolhem au sein du Shell Arnold Team.

### En F2 et en F1: saisons contrastées
Jean-Pierre Jarier se bonifie en Formule 2 et commence la saison par une victoire au Luxembourg, mais c'est en 1973 que son talent s'exprimera vraiment puisqu'il signera huit succès et deviendra champion d'Europe de la discipline. Mais dès fin 1972 l’équipe officielle March juge son pilote « mûr » pour la discipline reine et lui réserve le même traitement que pour Peterson en 1971 : un engagement dans les deux championnats (en F2 en compagnie de Jean-Pierre Beltoise et en F1 en remplacement de Chris Amon). Malheureusement, l'histoire ne se répète pas. La première saison de F1 de Jarier n'a absolument rien à voir avec celle de Peterson. Jarier se qualifie à dix reprises, mais souvent en fond de grille (hormis une belle septième place au Grand Prix de France) et ne parvient à se classer qu'au Grand Prix des États-Unis. À sa décharge, les 721G et 731 sont souvent à l'origine de ses abandons. Cette première saison complète en Formule 1 contraste fortement avec ses succès en F2. Il a néanmoins attiré l'attention d'Enzo Ferrari qui veut l'engager dans son écurie F1 pour 1974. Max Mosley alors patron de March, refuse de libérer Jarier de son contrat et Enzo Ferrari engage Niki Lauda.

### La Formule 1 chez Shadow

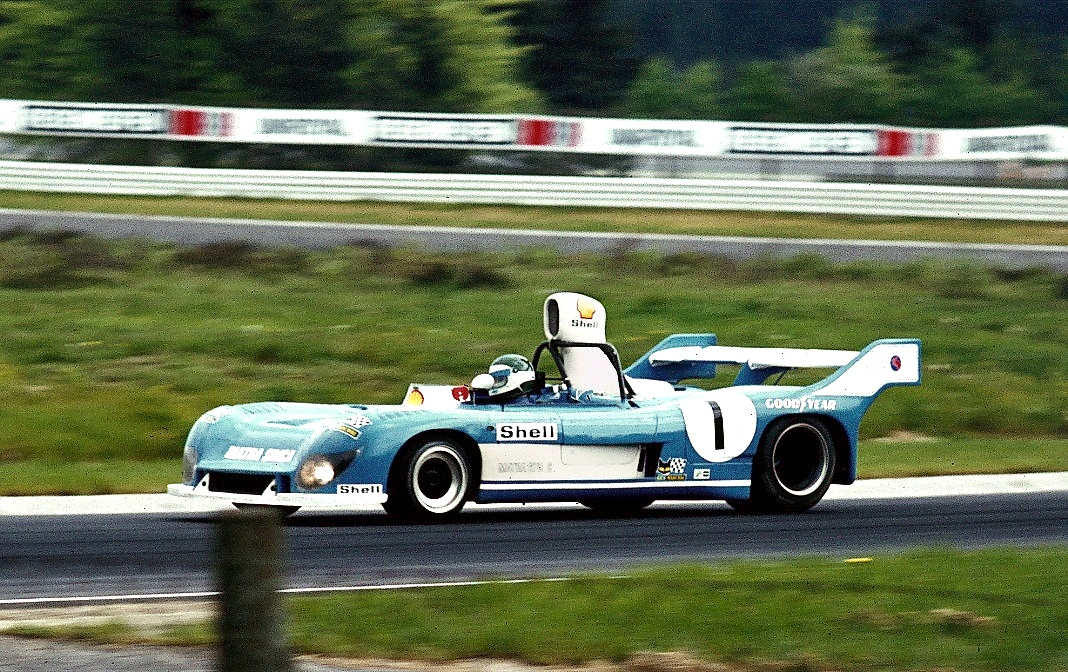
Jarier (au volant) et Beltoise, vainqueurs des 1 000 kilomètres du Nürburgring 1974 sur Matra Simca 670C.

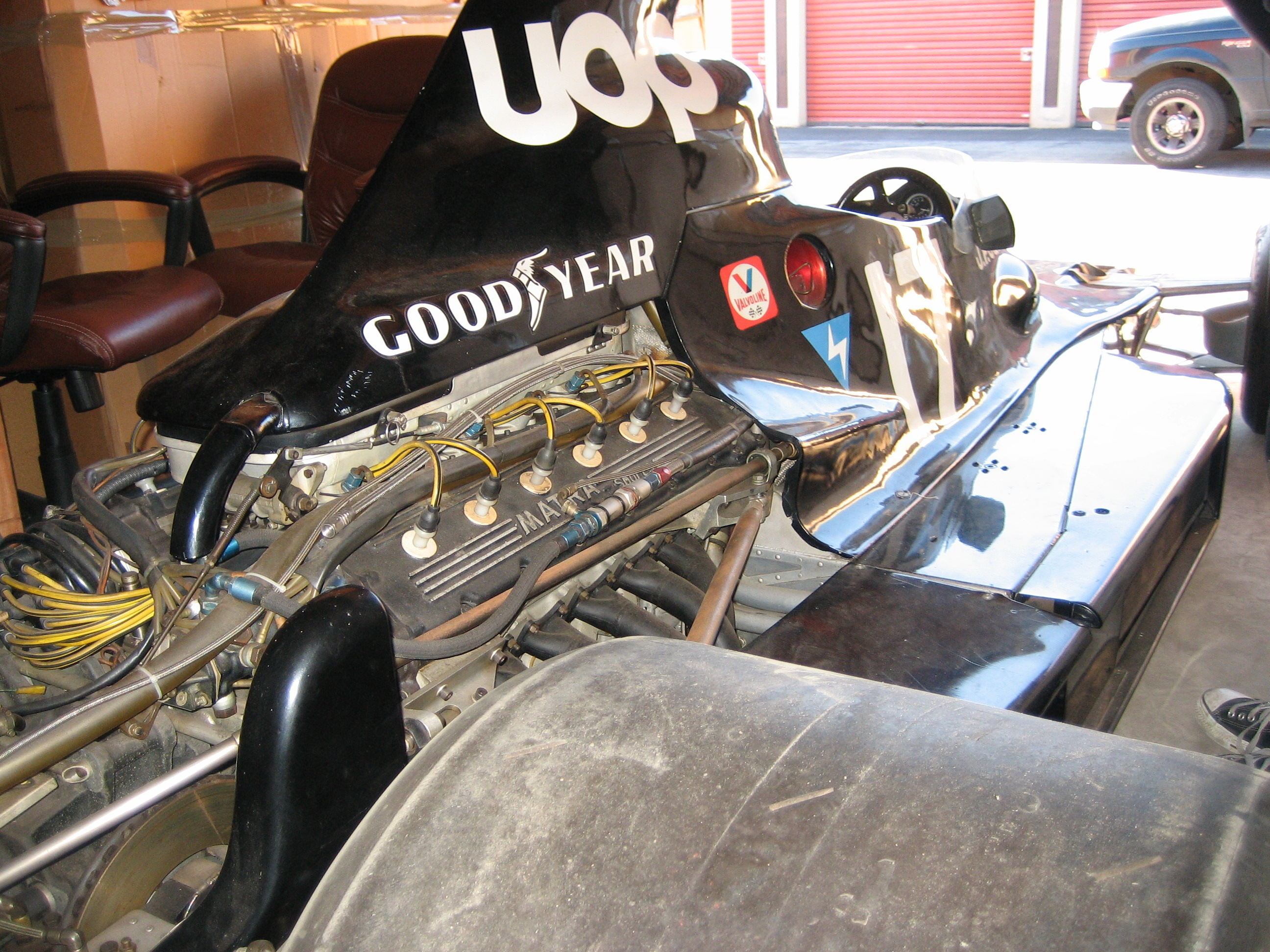
Shadow DN5.

En 1974, Jarier dispute le championnat du monde de voitures de sport au sein de l'écurie Matra Simca au volant de la 670 qu'il partage avec son ami Beltoise et les résultats sont au rendez-vous puisqu'il décroche cinq victoires. En 1974, il signe également chez Shadow, l'écurie de Don Nicholls, engagée en F1 depuis seulement une saison. Jarier remplace Jackie Oliver retourné courir en Can-Am et devient le coéquipier de Peter Revson. Le championnat débute au volant de la DN1 de la saison précédente que Jarier ne parvient pas à amener au drapeau à damiers lors des deux premières épreuves. L'ambiance chez Shadow devient pesante à la suite de la mort de Revson en essais privés. Toutefois Jarier, au volant de la nouvelle DN3, inscrit ses premiers points en F1 de belle manière en terminant troisième à Monaco, puis cinquième en Suède. La fin de la saison est plus terne mais Jarier acquiert de l'expérience : cette saison il a disputé quatorze Grands prix, rallié sept fois l'arrivée, décroché six points, quelques belles qualifications en 6e, 7e et 8e place sur la grille. Il décide donc de rempiler chez Shadow en 1975. En 1974, il remporte, en endurance, les 1 000 kilomètres de Spa avec Jacky Ickx sur Matra Simca MS670C, les 1 000 kilomètres du Nürburgring, les 6 Heures de Watkins Glen, les 1 000 kilomètres de Brands Hatch et les 6 Heures du Castellet (1 000 km), associé ces trois fois à Jean-Pierre Beltoise, sur Matra Simca MS670C (il récidivera en 1977 aux 6 Heures du Castellet (500 km), avec Arturo Merzario cette fois, et sur Alfa Romeo T33/SC/12... ainsi qu'en 1994 avec Bob Wollek et Jésus Pareja (durée 4 h), sur Porsche 911 TurboS LM). La Matra Simca MS670 remporte alors le Championnat du monde des voitures de sport, comme en 1973. 
La saison suivante, au volant de la nouvelle DN5 (engagée dès la première épreuve pour lui et son coéquipier Tom Pryce) est prometteuse puisque Jarier décroche sa première pole position lors du Grand prix inaugural en Argentine. Toutefois il ne peut pas prendre le départ à cause d'un problème de transmission. Ce n'est que partie remise car, quinze jours plus tard, au Brésil, il décroche une nouvelle pole et mène la course avant d'être contraint à l'abandon. Il lui faut patienter jusqu'au quatrième Grand Prix, en Espagne, pour inscrire ses premiers points de la saison en terminant quatrième. Malheureusement, ce seront les seuls de l'année, la DN5 manquant de fiabilité. Une nouvelle monoplace, la DN7 est engagée à partir du Grand Prix d'Autriche. Celle-ci est motorisée par un V12 Matra Sports en lieu et place du V8 Cosworth. Jarier, qui connaît bien le bloc français pour l'avoir expérimenté en championnat du monde de voitures de sport la saison précédente, s'attend à voir ses résultats progresser. La déception n'est que plus grande lorsque les résultats en qualifications chutent tandis que les DN7 abandonnent en course. Au bout de deux épreuves, Jarier retrouve la vieille DN5 et ne se fait plus d'illusions sur les résultats à venir. Les principales satisfactions de la saison, Jarier les trouvera en qualifications où il se fait de plus en plus remarquer : deux pole positions, deux troisièmes places et deux quatrièmes places.
En 1976 Jarier reste fidèle à Don Nicholls qui ne peut lui offrir qu'une évolution de la DN7 de la saison précédente à la suite de l'échec de la collaboration avec Matra. Jarier fait illusion en début de saison en se qualifiant troisième du Grand Prix inaugural au Brésil et septième à Long Beach, mais au fur et à mesure que les Grands Prix s'enchaînent, il rencontre de plus en plus de difficultés à tirer parti d'une monoplace dépassée. Son meilleur résultat de l'année est une septième place, ce qui l'incite à quitter Shadow, en perte de vitesse, d'autant plus que le principal sponsor de l'écurie, Universal Oil Products quitte l'équipe à la fin de la saison.

### ATS: pari manqué
En 1977 il termine deuxième des 24 Heures du Mans avec l'australien Vern Schuppan sur Renault Mirage (entre 1972 et 1999 il participe à 14 éditions de l'épreuve, finissant cinq fois parmi les dix premiers).
En 1977 toujours, Jean-Pierre Jarier signe chez ATS, l'écurie débutante de Gunther Schmidt, propriétaire de l'entreprise Auto Technisches Spezialzubehör, spécialiste des jantes en alliage léger. Schmidt profite du retrait de l'écurie Penske pour inscrire les défuntes Penske PC4 au championnat. Contre toute attente, (une écurie novice qui engage des monoplaces de la saison précédente qui n'avaient guère brillé), Jarier se qualifie en neuvième place de la première course qu'il dispute avec l'écurie et termine même à la sixième place, inscrivant le premier point d'ATS en F1. Mais la logique reprend sa place et le reste de la saison est décevant. Jarier se qualifie à onze reprises, en milieu ou fond de grille jusqu'à ce que Schmidt choisisse de ne pas disputer les dernières courses pour se concentrer sur 1978. Jarier effectue alors une pige pour Shadow à Watkins Glen (9e au volant de la DN8) puis pour Ligier lors du Grand Prix du Japon où il est trahi par le V12 Matra de la JS7. Pour se consoler, comme d'habitude, il peut compter sur ses exploits en Sport puisqu'il remporte deux victoires (Dijon et Paul-Ricard).

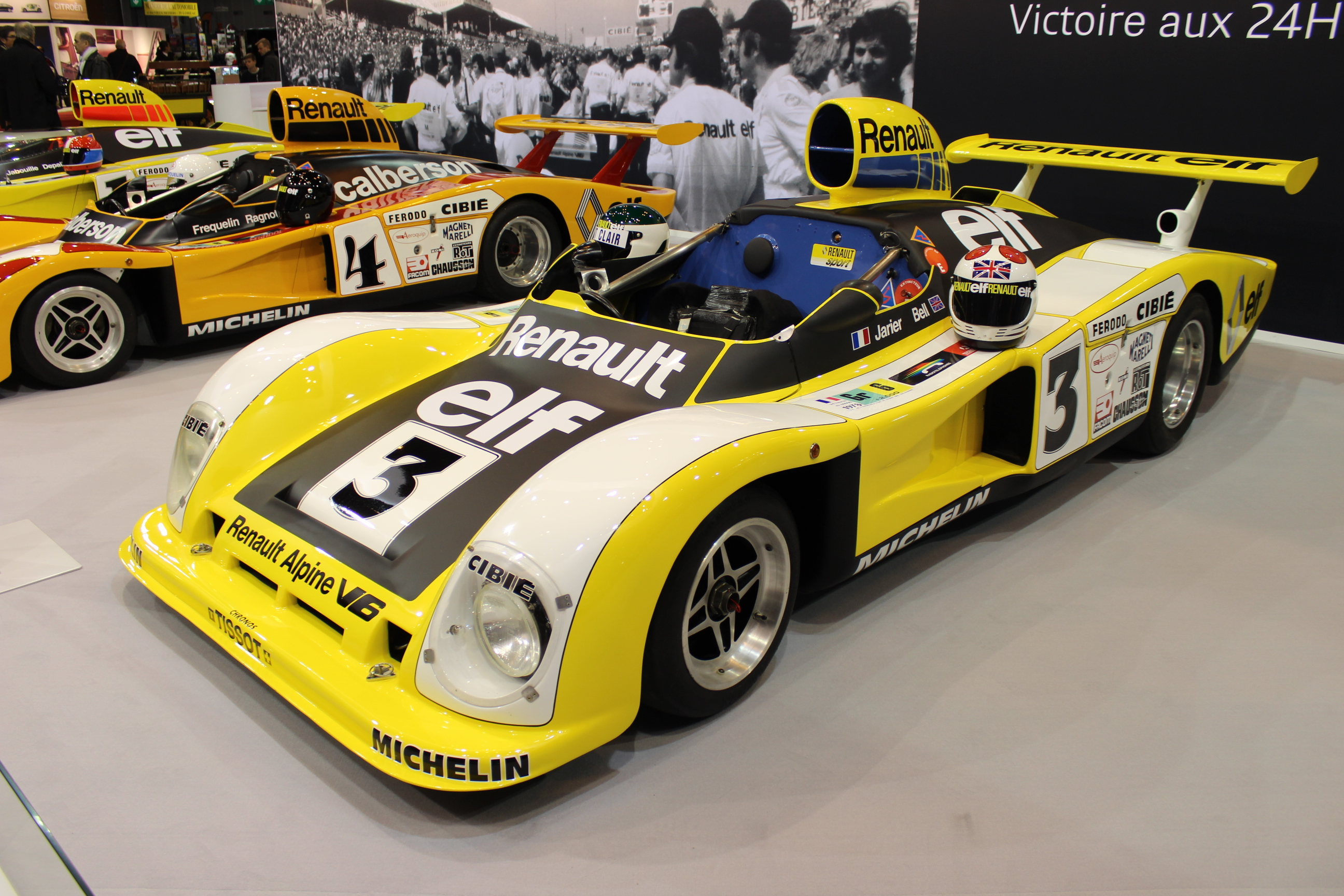
L'Alpine-Renault de Jarier et Derek Bell, lors des 24 Heures du Mans 1978.

En 1978, Jarier et Jochen Mass se voient confier la première « vraie » ATS, la HS1. Rapidement on s'aperçoit que la monoplace souffre de soucis de tenue de route et Jarier a beaucoup de mal à se qualifier (il essuie trois non-qualifications). Il est d'autant plus frustré que lorsqu'il prend le départ, sa monoplace le conduit jusqu'au drapeau à damiers à des places honorables (12e en Argentine, 8e en Afrique du Sud et 11e à Long Beach). Jarier se morfond chez ATS lorsque Lotus le sollicite pour piloter la 79 à la suite du décès de Ronnie Peterson. Le Français se qualifie en huitième place à Watkins Glen et occupe la troisième place quand une panne d’essence le prive du podium. Au Grand Prix suivant au Canada il décroche la troisième pole position de sa carrière, prouvant à tous que son talent est toujours intact, ne lui manque que la bonne voiture. Il est toutefois contraint à l'abandon sur fuite d'huile alors qu'il occupe la tête de la course. Jarier pense avoir fait tout son possible pour convaincre Colin Chapman, devenu champion du monde des constructeurs, de le conserver pour la saison suivante mais Carlos Reutemann et Mario Andretti lui grillent la politesse. Il a néanmoins tapé dans l'œil d'un autre patron britannique, l'« Oncle Ken » Tyrrell qui lui offre un volant pour 1979.

### Deux ans chez Tyrrell
1979 débute en fanfare pour Jarier au volant de la Tyrrell 009. Il se qualifie en deuxième ligne pour le Grand Prix inaugural en Argentine avant de décrocher un podium en Afrique du Sud (3e après une qualification en 9e position). Il termine les deux Grands Prix suivants dans les points (sixième à Long Beach et cinquième en Espagne) avant de se mettre en valeur lors de son Grand Prix national à Dijon-Prenois où il se classe cinquième et participe à la « réussite française » avec Jabouille (vainqueur) et René Arnoux, troisième à l'issue de son épique duel contre Gilles Villeneuve. Lors du Grand Prix suivant, en Grande-Bretagne, Jarier décroche une nouvelle fois le podium derrière Clay Regazzoni et Arnoux. Il termine sa fructueuse moisson de points en Italie en se classant sixième. 1979 est la meilleure saison de F1 de Jarier puisqu'il inscrit 14 points et termine à la dixième place du classement des pilotes. Mais sa grande satisfaction est d'avoir marqué la moitié des 28 points de Tyrrell qui se classe cinquième du championnat constructeur. Tous les espoirs sont permis pour 1980.
Tyrrell entame la saison 1980 avec les 009 et Jarier ne se qualifie qu'en fond de grille. L'arrivée de la 010 à partir du Grand Prix d'Afrique du Sud à Kyalami ne change pas grand-chose à la situation. Les autres écuries ont progressé beaucoup plus que Tyrrell et Jarier ne peut faire mieux que cinquième en course (Belgique, Grande-Bretagne et Pays-Bas). À la fin de l'année, Jarier demeure dixième du championnat du monde mais n'a inscrit que six points (ce qui représente tout de même la moitié des points de l'écurie, le bilan est somme toute semblable à celui de l'année précédente). Ken Tyrrell ne renouvelle pas le contrat de ses pilotes et Jean-Pierre se retrouve sans volant.

### Retour en fond de grille
Début 1981, il est appelé à l'aide par Ligier pour remplacer au pied levé Jean-Pierre Jabouille insuffisamment remis de son accident au Grand Prix du Canada 1980. S'il est contraint à l'abandon à Long Beach, il conduit sa JS17 à la porte des points lors de l'épreuve brésilienne. Après ces deux piges, Ligier choisit, quitte à n'aligner qu'une seule monoplace en piste (Jabouille n'est toujours pas disponible), de se passer de ses services. À partir du Grand Prix de France, lorsque, à la suite du limogeage de Gérard Ducarouge, Jabouille raccrochera les gants pour devenir superviseur des activités techniques de Ligier, l'écurie préfèrera engager Patrick Tambay plutôt que Jarier... Il trouve alors refuge chez Osella, une modeste écurie italienne qui dispute sa deuxième saison seulement au plus haut niveau. Osella avait connu des difficultés en 1980 car sa monoplace était beaucoup trop lourde par rapport à ses concurrentes. La nouvelle FA-1B, modeste évolution de sa devancière, souffre encore de quelques problèmes d'ordre pondéral (résolus avec la FA-1C), mais l'écurie souffre également de problèmes d'ordre pécuniaire. Enzo Osella recherche des pilotes payants pour compléter son budget (Giorgio Francia, Beppe Gabbiani, Piercarlo Ghinzani et Miguel Angel Guerra), seul Jarier n'est pas sollicité financièrement. Celui-ci se contente simplement d'aligner les meilleurs résultats de l'écurie : il parvient à se qualifier à sept reprises et décroche deux 8e places, une 9e et une 10e. 
Durant l'intersaison, Jarier est approché par Frank Williams et effectue un test concluant au circuit Paul Ricard pour éventuellement remplacer Carlos Reutemann en 1982. Reutemann annonce finalement qu'il va disputer le championnat 1982 et Jarier prolonge alors son contrat avec Enzo Osella au moment où Reutemann renonce. En 1982, Osella dispose de gommes Pirelli mais les FA-1C de la fin de saison 81 n'en sortent pas transcendées. Il réussit néanmoins à se qualifier (en fond de grille), épreuve souvent trop difficile pour son jeune équipier, le débutant Riccardo Paletti. Jarier réalise un véritable exploit au Grand Prix de Saint Marin où il termine quatrième, offrant ainsi ses premiers points à l'écurie qui terminera 13e au championnat des constructeurs. Au Canada, Paletti, qualifié en fond de grille, ne peut éviter la Ferrari de Didier Pironi qui a calé au départ. Il meurt sur le coup, l'Osella s'embrasant à la suite du choc. Jarier renonce à prendre le second départ et l'équipe est traumatisée. L'écurie ne sait plus comment gérer la seconde moitié de la saison, Piercarlo Ghinzani est rappelé pour assurer l'intérim puis finalement Osella décide de ne faire courir que Jarier qui, découragé par les abandons à répétition, reçoit comme une délivrance la proposition Ligier pour 1983.

### Fin de carrière en F1
Jarier retrouve en 1983 Ligier, l'écurie qui n'avait pas voulu le conserver deux ans plus tôt. L'équipe n'est plus à son niveau des années 1979, 1980 et 1981 où elle pointait au quatrième rang du championnat constructeurs (l'embellie aura lieu en 1985 et 1986, sans Jarier...). Au volant de la JS21 Jarier et son coéquipier Raul Boesel ne se qualifient qu'en fond de grille, la seule qualification dans les dix premiers est à mettre au crédit du pilote français à Monaco où il décroche la neuvième position. Jarier essuie huit abandons dans la saison et ne parvient jamais à se classer dans les six premiers, sa meilleure performance étant une septième place en Autriche. Cette sixième saison vierge l'incite à abandonner la Formule 1 à la fin de la saison.

### L'après F1
Jean-Pierre Jarier n'abandonne pas la compétition automobile pour autant. À partir de 1984, il s'aligne dans divers championnats (Production, Superproduction, Coupe Porsche...). En 1993, il remporte les 24 Heures de Spa-Francorchamps avec Christian Fittipaldi et Uwe Alzen sur Porsche 911 RSR. En 1994, au volant d'une Porsche 911 Turbo S LM-GT, il signe la victoire des 1 000 kilomètres de Suzuka avec Bob Wollek et Jesús Pareja. De 1997 à 2002, il dispute le championnat FIA GT où il décroche notamment la pole position lors de sa première course. En 1998 et 1999, il remporte le championnat de France FFSA GT.
Jean-Pierre Jarier dirige aujourd'hui[Quand ?] une agence événementielle à Monaco : Jean Pierre Jarier Event, qui organise divers stages de pilotage, excursions touristiques sur la Côte d'Azur (4x4, hélicoptère, etc.) et loue des emplacements en terrasse pendant le Grand Prix de Monaco. Dans son bureau trône la coque de l'une de ses Formule 1.
Jean-Pierre Jarier a disputé les 24 Heures du Mans les 16 et 17 juin 1984 avec pour coéquipiers Alan Jones et Vern Schuppan sur une Porsche 956 de l'écurie Posche Kremer Racing. Il terminera sixième de sa catégorie.

## Résultats en championnat du monde de Formule 1
| Année | Écurie            | Châssis     | Moteur                    | Pneus     | GP disputés | Points inscrits | Classement |
| ----- | ----------------- | ----------- | ------------------------- | --------- | ----------- | --------------- | ---------- |
| 1971  | March             | 701         | Ford V8                   | Firestone | 1           | 0               | n.c.       |
| 1973  | March             | 721G 731    | Ford V8                   | Goodyear  | 10          | 0               | n.c.       |
| 1974  | Shadow            | DN1 DN3     | Ford V8                   | Goodyear  | 14          | 6               | 14e        |
| 1975  | Shadow            | DN5 DN7     | Ford V8 Matra V12         | Goodyear  | 13          | 1,5             | 18e        |
| 1976  | Shadow            | DN5B        | Ford V8                   | Goodyear  | 16          | 0               | n.c.       |
| 1977  | ATS Shadow Ligier | PC4 DN8 JS7 | Ford V8 Ford V8 Matra V12 | Goodyear  | 12          | 1               | 19e        |
| 1978  | ATS Lotus         | HS1 79      | Ford V8 Ford V8           | Goodyear  | 5           | 0               | n.c.       |
| 1979  | Tyrrell           | 009         | Ford V8                   | Goodyear  | 12          | 14              | 10e        |
| 1980  | Tyrrell           | 010         | Ford V8                   | Goodyear  | 14          | 6               | 10e        |
| 1981  | Ligier Osella     | JS17 FA1B   | Matra V12 Cosworth V8     | Michelin  | 9           | 0               | n.c.       |
| 1982  | Osella            | FA1C FA1D   | Ford V8                   | Pirelli   | 13          | 3               | 20e        |
| 1983  | Ligier            | JS21        | Ford V8                   | Michelin  | 15          | 0               | n.c.       |

## Autre
- 1985 : participation au rallye Dakar avec comme copilote Raymond Borie sur Mercedes-Benz 280 GE (voiture no 194)[1].

## Anecdotes
- Jarier n'était pas uniquement doué pour le sport puisqu'il a décroché son baccalauréat scientifique avec mention et a été admis à Sciences-Po (il a finalement opté pour Sciences-Eco).
- En 1968, Michel Hommell, engagé en Coupe Gordini, lui propose de devenir rédacteur en chef du magazine automobile  Échappement.
- En 1971, Jarier qui avait quitté Échappement devient journaliste au sein du magazine Auto Moto.
- Le nombre « 3 » est indissociable de Jarier qui a décroché trois pole positions, trois podiums (en fait trois troisièmes places...), trois meilleurs tours en course et mené trois Grands prix.
- Bien que son total de points soit assez modeste, Jarier a néanmoins offert à ATS (1 point en 1977) et Osella (3 points en 1982) leurs premiers points en championnat du monde de Formule 1.